# Bułgarski Centralny Komitet Rewolucyjny

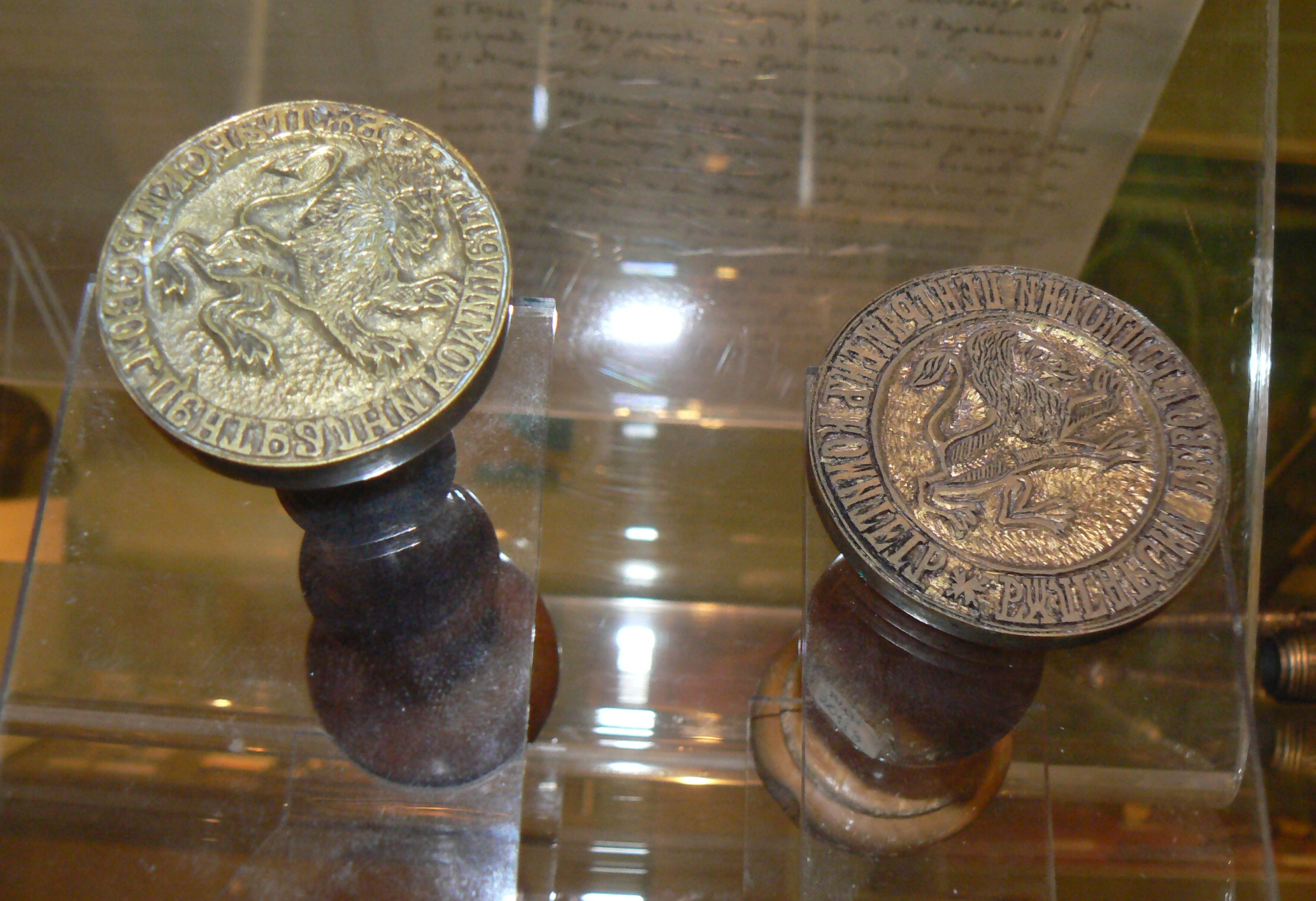
Pieczęcie komitetu (kopie)

Bułgarski Centralny Komitet Rewolucyjny (bułg. Български революционен централен комитет) – bułgarska organizacja niepodległościowa, utworzona w 1870 r. przez Wasiła Lewskiego i Lubena Karawełowa. Stawiała sobie za cel wyzwolenie ziem bułgarskich spod panowania tureckiego drogą zbrojnego powstania.
Początkowo głównym liderem organizacji był Lewski, który opracował dla Komitetu program walki o niepodległą, demokratyczną republikę, a jako wrogów bułgarskiego ludu wskazywał zarówno Turków, jak i bułgarskich zamożnych właścicieli ziemskich, akceptujących panowanie tureckie. Po śmierci Lewskiego, straconego przez Turków w lutym 1873 r., Karawełow odszedł od taktyki powstańczej, zaś pierwszoplanową postacią komitetu stał się Christo Botew, również radykalny demokrata. Komitet dwukrotnie inicjował powstania na ziemiach bułgarskich: w Starej Zagorze w 1875 r. i w całej centralnej Bułgarii w kwietniu r. 1876. Oba wystąpienia zakończyły się klęską; w drugim zginęli, walcząc jako dowódcy oddziałów, niemal wszyscy radykalni członkowie Komitetu. Odnowiona w tym samym roku organizacja przyjęła nowy, bardziej zachowawczy program, postanawiając walczyć o niepodległą Bułgarię jedynie u boku Rosji i rezygnując z daleko idących zmian społecznych.

## Okoliczności powstania

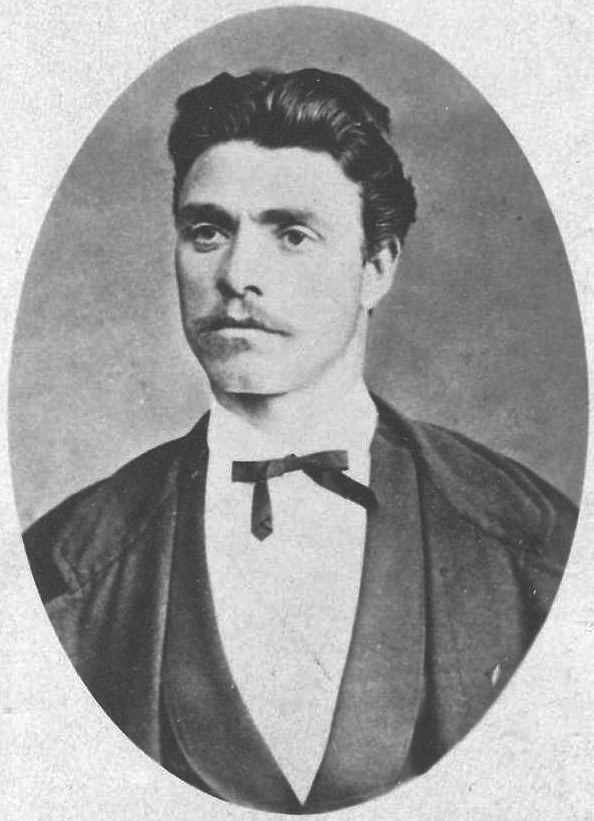
Wasił Lewski

W drugiej połowie lat 60. XIX w. bułgarscy emigranci, skupieni wokół Georgiego Rakowskiego, a po jego śmierci w Towarzystwie Bułgarskim w Bukareszcie, podjęli kilka prób wszczęcia na ziemiach bułgarskich zbrojnego powstania antytureckiego. Tworzone przez nich oddziały zbrojne (czety) przekraczały Dunaj i docierały w góry, jednak w ostatecznym rozrachunku były rozbijane przez wojska tureckie. Równocześnie na ziemiach bułgarskich pogarszała się sytuacja gospodarcza. Pauperyzacja dotykała zarówno chłopstwo, jak i rzemieślników i drobnych kupców. Radykalne idee niepodległościowo-demokratyczne głoszone przez nowe pokolenie działaczy cieszyły się coraz większym poparciem. Pierwszoplanową postacią wśród rewolucjonistów był Wasił Lewski. Głosił on ideę bułgarskiej republiki demokratycznej z ludowym rządem.
W kwietniu 1870 r. Wasił Lewski i Luben Karawełow utworzyli w Bukareszcie Bułgarski Centralny Komitet Rewolucyjny i opracowali jego program. Jako wrogów bułgarskiego ludu wskazywali w nim Turków, greckie duchowieństwo prawosławne oraz warstwę zamożnych właścicieli ziemskich (czorbadżich). W pierwszej redakcji programu mowa była o wyzwoleniu Bułgarów spod ich dominacji środkami pokojowymi. W drugiej, wydanej jesienią 1870 r. w Bukareszcie, nie było już takiego zastrzeżenia.

## Działalność

### Działalność Wasiła Lewskiego
Po utworzeniu komitetu w Bukareszcie Lewski przybył do Łowecza, by utworzyć ośrodek koordynujący przygotowania do walki zbrojnej również w Bułgarii. Sam stanął na jego czele. Dzięki tajnej poczcie on i jego zwolennicy tworzyli kolejne lokalne komitety, zdobywali w miarę możliwości broń. Lewski chciał, by powstanie zbrojne przybrało formę masowej wojny ludowej. By zdobyć fundusze na broń, działacze komitetów organizowali niekiedy napady na kasy państwowe lub zmuszali właścicieli ziemskich do przekazywania datków na ruch rewolucyjny. W 1871 r. z Rumunii do Bułgarii udali się Angeł Kynczew i Dimityr Obszczi, którzy mieli wspierać Lewskiego. Kynczew zginął jednak już kilka miesięcy później – rozpoznany przez Turków w Rusczuku, w drodze powrotnej przez Dunaj do Rumunii, popełnił samobójstwo.
W maju 1872 r., na żądanie bułgarskich działaczy emigracyjnych, Lewski zwołał w Bukareszcie konferencję organizacji powstańczych, na której 32 delegatów reprezentowało komitety w Bułgarii, 16 zaś – emigrację. Podczas konferencji zniesiono podział na komitet krajowy i zagraniczny, ustanawiając jeden Centralny Komitet Rewolucyjny, natomiast Lewskiemu nadano szerokie pełnomocnictwa, na mocy których mógł kierować krajowymi organizacjami rewolucyjnymi. Zaaprobowano dotychczasowe programy organizacji i uznano walkę zbrojną za jedyną formę wyzwolenia Bułgarii. W drugiej połowie roku komitetów na ziemiach bułgarskich było już tyle, że okazało się koniecznym utworzenie okręgów rewolucyjnych koordynujących ich pracę. Były to okręgi pazardżycki, orchanijski, sliweński, starozagorski, łowecki i tyrnowski. Jednak jesienią 1872 r. organizacja została zdziesiątkowana wskutek pojmania przez Turków Dimityra Obszcziego, który swoimi zeznaniami obciążył kolejnych rewolucjonistów. Obszczi został pojmany po tym, gdy założona przez niego niewielka zbrojna czeta napadła w wąwozie Arabakonak na turecką pocztę, zdobywając znaczną sumę pieniędzy, a następnie uczestnicy napadu zbyt głośno chwalili się swoim czynem.
Centralny Komitet Rewolucyjny zarządził natychmiastowe wszczęcie powstania, obawiając się całkowitego rozbicia komitetów. Lewski jednak uważał, że siły powstańców są nadal zbyt słabe. Tymczasem na początku 1873 r., z powodu zdrady przewodniczącego komitetu w Łoweczu, Wasił Lewski został aresztowany, a następnie powieszony przez Turków w Sofii.

### Konflikty w organizacji po śmierci Lewskiego

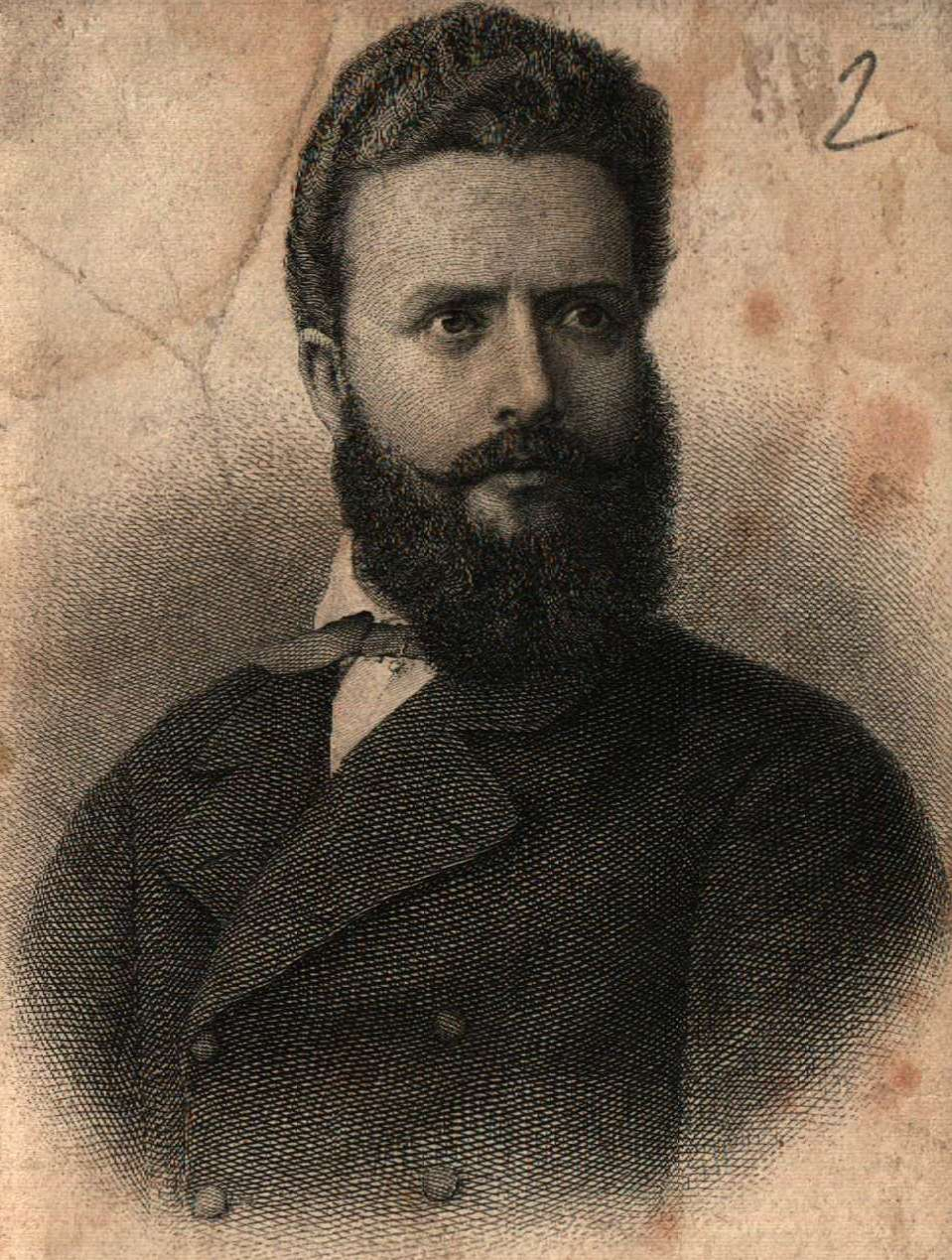
Christo Botew

Śmierć Lewskiego sprawiła, że działalność komitetów rewolucyjnych zamarła. Centralny Komitet Rewolucyjny wyznaczył na jego następcę, nowego przywódcę komitetów krajowych, jego dotychczasowego współpracownika Atanasa Uzunowa, nauczyciela i rewolucjonistę ze Sliwenu. Przybył on w marcu po instrukcje do Bukaresztu, jednak już miesiąc później, podczas objazdu kraju, został zatrzymany przez turecką policję, a następnie zesłany do Azji Mniejszej. Ponadto po straceniu Lewskiego Luben Karawełow, który już wcześniej wyrażał bardziej umiarkowane niż Lewski poglądy, zaczął tym bardziej przyjmować stanowisko ugodowe i zwracać się przeciwko walce zbrojnej. Równocześnie komitet tyrnowski, jeden z niewielu komitetów, które nie zaprzestały aktywności, wysłał swojego delegata do Serbii, by starać się o pomoc w czasie powstania, a także apelował o natychmiastowe rozpoczęcie walki. Lider komitetu tyrnowskiego Panajot Chitow otwarcie występował przeciwko umiarkowanym poglądom Karawełowa. Przedstawiciele starszego pokolenia hajduków, organizujących w górach bułgarskich antytureckie czety, na nowo zaczęli również wzywać do takiej formy walki (był jej przeciwny Lewski). W celu zakończenia sporów działacze krajowi i emigracyjni zgodzili się spotkać w maju 1873 r. w Bukareszcie. Podczas konferencji wprowadzono pewne zmiany do statutu i postanowiono skierować do Bułgarii kolejną czetę, faktycznie jednak zebranie nie odegrało swojej roli, a Centralny Komitet Rewolucyjny w Bukareszcie niemal całkowicie zaprzestał działalności.

### Działalność Christo Botewa i jego spór z Karawełowem
Aby ożywić bułgarski ruch rewolucyjny, komitety tyrnowski i ruszczucki zainicjowały kolejne zebranie działaczy krajowych i zagranicznych, które odbyło się w Bukareszcie we wrześniu 1873 r. W skład Tymczasowego Centralnego Komitetu Rewolucyjnego weszli decyzją zgromadzonych Luben Karawełow, Kiriak Cankow, Todor Peew, Olimpi Panow i Christo Botew. Zmiany personalne w komitecie nie zmieniły faktu, iż emigracyjna organizacja w Bukareszcie nie podejmowała praktycznie żadnych nowych inicjatyw, a w listopadzie 1874 r. Karawełow zaprzestał nawet, z braku pieniędzy, wydawania pisma „Nezawisimost”, organu komitetu. W grudniu tego samego roku funkcje oficjalnego organu przejęło „Zname”, pismo redagowane przez Botewa. Natomiast w kraju komitet w Rusczuku podjął się podtrzymywania bojowego ducha w lokalnych komitetach. Zadanie organizacyjnego objazdu Bułgarii powierzono młodemu działaczowi Stefanowi Stambołowowi. Działał on jednak tylko do początku 1875 r., następnie, zagrożony aresztowaniem, opuścił ziemie bułgarskie i ukrył się w Konstantynopolu.

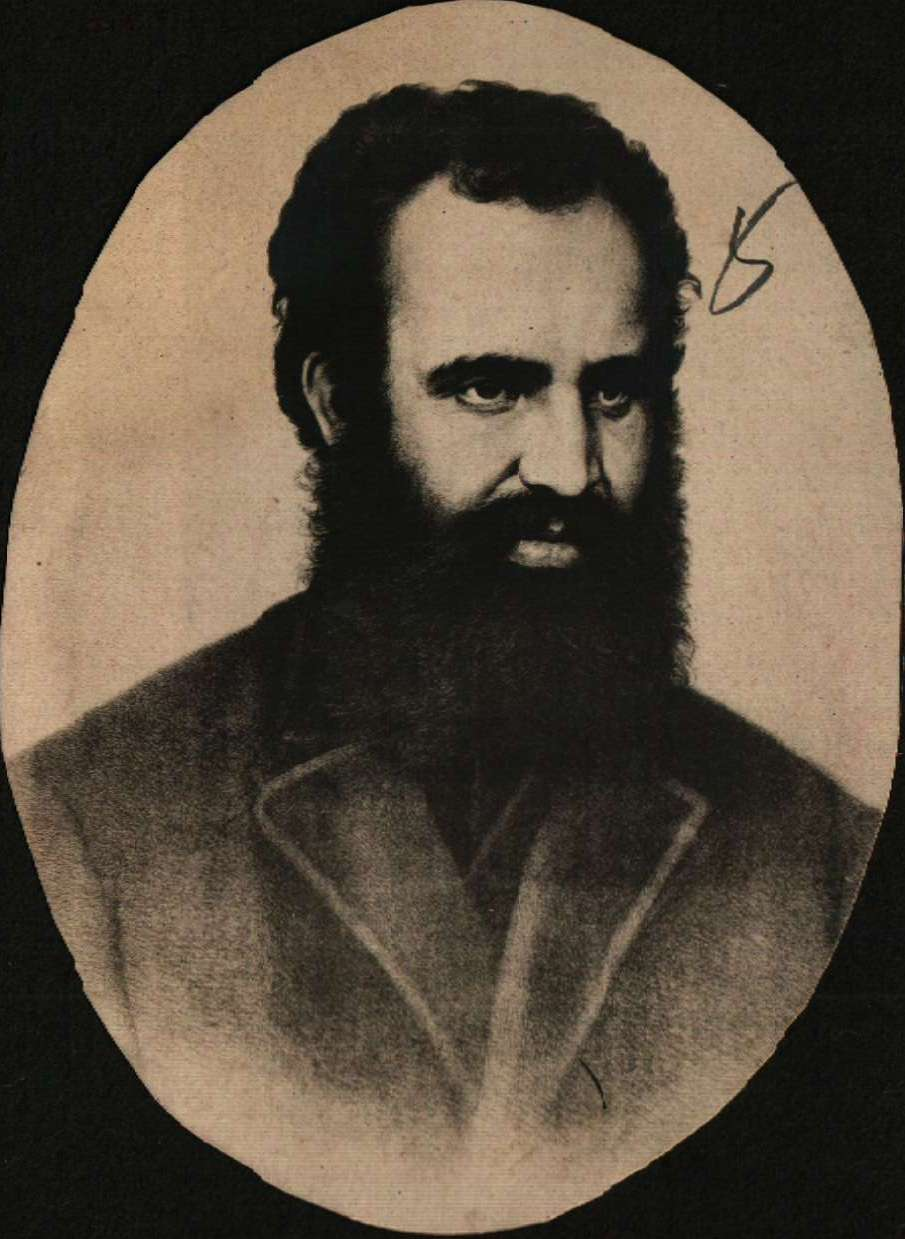
Luben Karawełow

Wcześniej, w listopadzie 1874 r., bułgarscy działacze krajowi i emigracyjni zebrali się w Bukareszcie na kolejnej naradzie, podczas której Karawełow próbował faktycznie podporządkować sobie Komitet Rewolucyjny. Sugerował, by powierzono mu wyłączne pełnomocnictwa do kierowania organizacją i poszukiwania wsparcia dla Bułgarów u obcych rządów. Obóz młodych rewolucjonistów, któremu przewodził Botew, odrzucił te żądania. W 1875 r. Karawełow ostatecznie odszedł od programu powstańczego. W jego przekonaniu tylko pomoc serbska mogła doprowadzić do odzyskania niepodległości przez Bułgarię, a dopóki ziemie bułgarskie pozostawały pod panowaniem tureckim należało ograniczyć się do pokojowej działalności na polu kultury i oświaty.
W czerwcu 1875 r. wybuchło antytureckie powstanie w Bośni i Hercegowinie. Jego przyczyną było podniesienie podatków przez władze tureckie, które potrzebowały pieniędzy na spłatę zadłużenia zagranicznego, klęska nieurodzaju i nędza ludności, zmuszonej do zapożyczania się u lichwiarzy. Jako że podobna skrajnie trudna sytuacja społeczna zaistniała na ziemiach bułgarskich, Centralny Komitet Rewolucyjny kierowany przez Botewa zaczął nawoływać do powstania również chłopów bułgarskich. Rewolucjoniści byli przekonani, że Imperium Osmańskie, nie mając pieniędzy ani nie mając możliwości zaciągnięcia nowych kredytów nie będzie w stanie opanować ludowego wystąpienia w Bułgarii. Okazało się jednak, że komitety rewolucyjne na ziemiach bułgarskich były zbyt słabe – brakowało między nimi łączności, szwankowała dyscyplina, brakowało broni, dowódców, a także samych ochotników do walki wśród chłopów. Mimo to Stefan Stambołow, przekazawszy wcześniej informację o planowanym wystąpieniu rosyjskiemu ambasadorowi Nikołajowi Ignatjewowi, przybył z Konstantynopola do Starej Zagory i zdecydował o zbrojnym wystąpieniu 15/28 września 1875 r. Próba wszczęcia powstania zakończyła się całkowitym niepowodzeniem: czorbadżi ze Starej Zagory dowiedzieli się o planowanym wystąpieniu i uprzedzili o nim władze tureckie. Walki trwały krótko i zakończyły się klęską powstańców, zaś inne okręgi rewolucyjne, na wieść o takim biegu wypadków, w ogóle nie przystąpiły do akcji. Stambołow zdołał zbiec do Rumunii, natomiast Christo Botew opuścił Centralny Komitet Rewolucyjny. Nie zrezygnowano jednak z zamiarów wywołania powstania ludowego w Bułgarii.

### Powstanie kwietniowe
W listopadzie 1875 r. w rumuńskim Giurgiu rozpoczął prace zmieniony skład Centralnego Komitetu Rewolucyjnego, kierowanego przez Stefana Stambołowa i Iłariona Dragostinowa. Opracował on plan nowego powstania zbrojnego, które, jak postanowiono, miało wybuchnąć 1/13 maja 1876 r. Jednak z powodu wykrycia przez Turków ostatnich przygotowań do walki (wśród Bułgarów znalazł się zdrajca) wystąpienie rozpoczęło się już 20 kwietnia/2 maja.
Działalność powstańczych czet nie zdobyła szerokiego poparcia wśród chłopów, tym bardziej że rewolucjoniści nie sformułowali odważnego programu społecznego w kwestii agrarnej. Hasła narodowe trafiły jedynie do chłopów, których świadomość narodowa była najbardziej rozwinięta. Również bułgarskie mieszczaństwo w większości nie zdecydowało się na poparcie powstania, a komitety rewolucyjne okazały się zbyt słabe. Powstanie zostało krwawo stłumione, w czasie walk i pacyfikacji zginęło ok. 12 tys. chrześcijańskiej ludności Bułgarii. Wśród poległych był Christo Botew, który, chociaż wycofał się z działalności w Centralnym Komitecie Rewolucyjnym, na wieść o wybuchu walk sformował 200-osobowy oddział i przeprawił się przez Dunaj do zachodniej Bułgarii. Zginął 20 maja/1 czerwca.
Centralny Komitet Rewolucyjny po klęsce powstania raz jeszcze odnowił działalność w czerwcu 1876 r., a następnie, by zamaskować charakter organizacji, przybrał nazwę Bułgarskiego Centralnego Towarzystwa Dobroczynnego. Zdołał sformować trzy ochotnicze bataliony bułgarskie, które walczyły po stronie Serbii w wojnie serbsko-tureckiej w 1876 r. Następnie, przewidując rychłą wojnę rosyjsko-turecką, starał się odbudować sieć komitetów narodowowyzwoleńczych w Bułgarii i tworzyć oddziały ochotnicze do walki u boku wojsk rosyjskich. Jego oblicze ideowe było już jednak zupełnie inne. Większość bułgarskich działaczy demokratycznych, radykalnych, domagających się republiki, zginęła w powstaniu kwietniowym, toteż w Komitecie przewagę zyskali zwolennicy oparcia się na Rosji i odbudowy Bułgarii jako monarchii konstytucyjnej. W listopadzie 1876 r. opracowany został nowy program komitetu, który pozbawiony był akcentów wymierzonych w wielkich posiadaczy ziemskich, akcentował potrzebę współpracy wszystkich stronnictw bułgarskich. Komitet postanowił opierać się w swoich działaniach na wsparciu Rosji.